# فاجعه گرمازدگی در حج (۱۴۰۳)

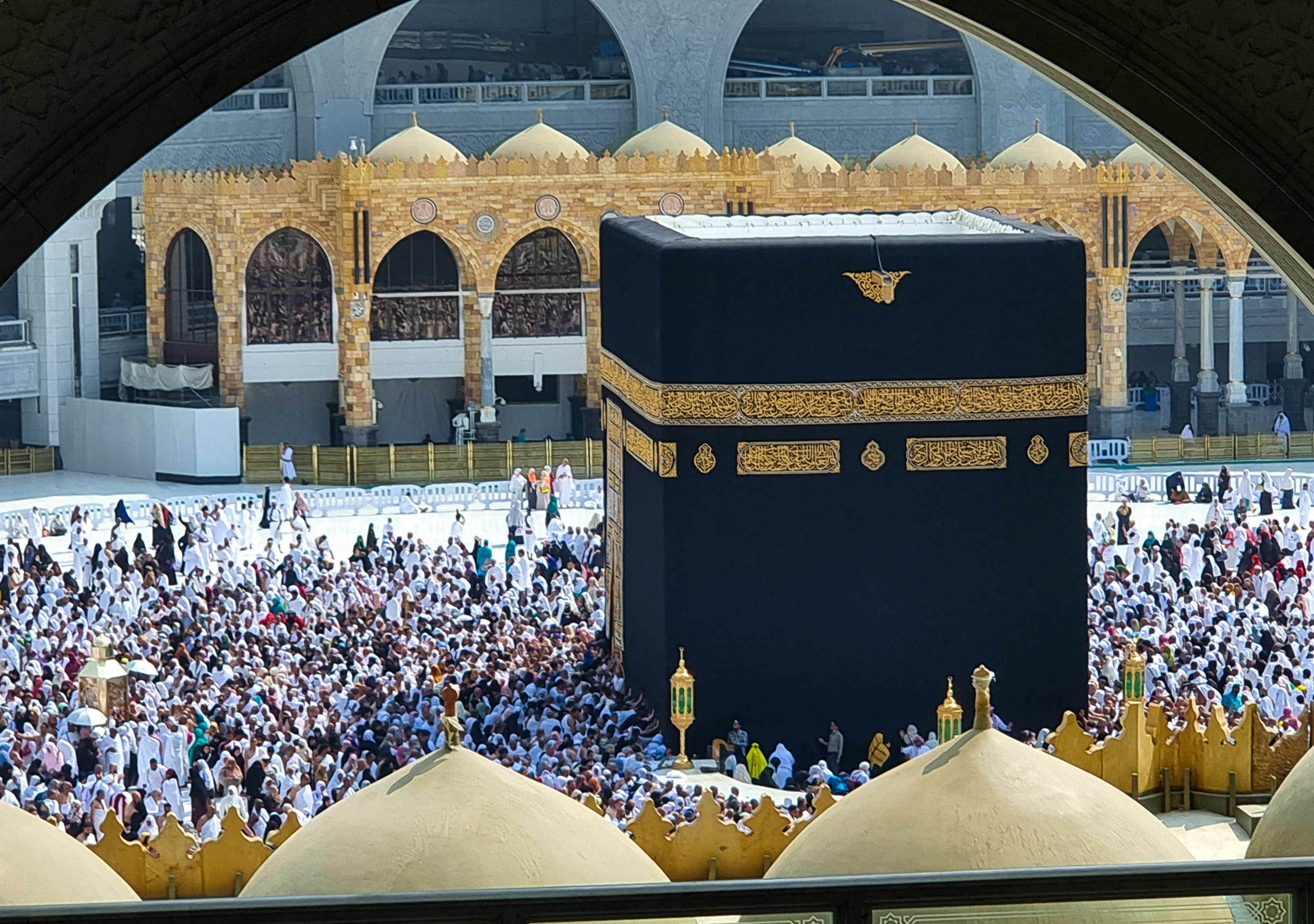

از ۱۴ تا ۱۹ ژوئن ۲۰۲۴، تنها در عرض فقط ۵ روز، حداقل ۱۳۰۰ نفر در زیارت مکه به دلیل حرارت شدید، از گرما تلف شدند.  گرمترین دمای ثبت شده در مسجد الحرام مکه ۵۱٫۸ درجه سانتیگراد بود. حداقل ۲۷۶۴ مورد مصدومیت ناشی از گرما نیز تا ۱۹ ژوئن گزارش شد. به غیر از آن، چندین نفر در اثر ازدحام جمعیت کشته، و یک زائر نیز با پریدن از بام هتل‌اش خودکشی کرد.
۲۲ ایرانی در بین کشته شدگان بودند.. ۴۴ زائر ایرانی نیز در بیمارستان هلال‌احمر و ۲۹ زائر در بیمارستان سعودی بستری شدند. مصر با نزدیک به ۷۰۰ کشته بیشترین آمار تلفات را در میان کشورها داشت.